# ماريس فيرباكوفسكيس
ماريس فيراباكوفسكس، من مواليد 15 أكتوبر 1979 في ليبايا في لاتفيا، لاعب كرة قدم لاتفي.
بدأ مسيرته الكروية مع نادي بالتيكا في عام 1995، ولعب معهم حتى عام 1996، وشارك معهم في 3 مباريات، وفي عام 1997 انتقل إلى نادي ليباياس ميتالورغس، ولعب معهم حتى عام 2000، وشارك معهم في 59 مباراة وسجل 10 أهداف، وفي عام 2001 انتقل إلى نادي سكونتو، ولعب معهم حتى عام 2003، وشارك معهم في 77 مباراة وسجل 41 هدف، وفي عام 2003 انتقل إلى نادي دينامو كييف، ولعب معهم 47 مباراة وسجل 10 أهداف، وفي موسم 2006/2007 انتقل إلى نادي خيتافي الإسباني.
و قد بدأ باللعب مع منتخب لاتفيا لكرة القدم منذ عام 1999.

## روابط خارجية
- ماريس فيرباكوفسكيس على موقع الاتحاد اللاتفي لألعاب القوى (اللاتفية)
- ماريس فيرباكوفسكيس على موقع الاتحاد الدولي (مؤرشف)  (الإنجليزية)
- ماريس فيرباكوفسكيس على موقع الاتحاد الأوربي (الإنجليزية)
- ماريس فيرباكوفسكيس على موقع اتحاد أوكرانيا (الإنجليزية)
- ماريس فيرباكوفسكيس على موقع قاعدة بيانات كرة القدم.إي يو (الإنجليزية)
- ماريس فيرباكوفسكيس على موقع ناشيونال فوتبول تيمز (الإنجليزية)
- ماريس فيرباكوفسكيس على موقع Soccerway.com (الإنجليزية)
- ماريس فيرباكوفسكيس على موقع عالم كرة القدم.نت (الإنجليزية)
- ماريس فيرباكوفسكيس على موقع كووورة